# Alapınar, Kurucaşile
Alapınar là một xã thuộc huyện Kurucaşile, tỉnh Bartın, Thổ Nhĩ Kỳ. Dân số thời điểm năm 2011 là 147 người.